# Arkivering
Arkivering är ett begrepp som innebär att man inordnar handlingar, såsom dokument, i ett utrymme, ett arkiv, för förvaring. 
Syftet med arkivering var från början att bevara dokument för en organisations eget behov, bland annat för att kunna bevisa transaktioner och beslut som fattats. Idag sker även arkivering för att bevara dokument på lång sikt och för andra syften än dokumentet ursprungligen skapats för, då det kan vara intressant för forskningens behov. Företagen har också en juridisk eller ekonomisk anledning att ha en tillförlitlig registrering av tidigare dokumentation, för vilken arkivering är den mest effektiva förvaltningsmetoden. 
Arkivering innefattar en mängd olika uppgifter beroende på vilken typ av dokument som ska arkiveras och i vilket sammanhang. Dokumenten inordnas ofta efter ett system eller arkivschema. Till och med år 2013 har det så kallade allmänna arkivschemat använts för detta ändamål inom Svenska myndigheter. Från och med 2014 ska processorienterad arkivredovisning användas istället. Syftet med att använda ett standardiserat system är att säkerställa återsökning av dokument idag såväl som i framtiden. 
Under arkiveringsprocessen rensas även de dokument bort som ej bedöms värda att bevara, detta kallas för gallring. 
Arkivering utförs oftast av en arkivarie. Arkivarier arbetar även med att utforma policys kring dokumenthantering, bevarande och gallring samt med att tillgängliggöra arkiv för allmänhet, organisationer och forskare. Hur arkiveringen ska utföras och vad som är en arkivaries huvuduppgifter förändras ständigt i enlighet med rådande arkivteori.
Arkiveringen inom statliga myndigheter ska göras på ett sätt som säkerställer att rätten att ta del av allmänna handlingar efterlevs, samt att behovet av information för rättskipning, förvaltning och forskning samt kulturarvets behov tillgodoses. Detta regleras i Arkivlagen.
I Sverige är Riksarkivet ansvarigt för den statliga arkivverksamheten och för arkivvården i landet. De ska kontrollera den offentliga arkivverksamheten samt ha nationell överblick över arkivfrågorna.

## Digital arkivering
Digital arkivering innebär arkivering av digitala dokument. Även här är arkiveringens syfte att säkerställa att dokumenten bevaras och är sökbara idag och i framtiden, vilket kräver digitala arkivsystem (eArkiv). 
För att möjliggöra bevarandet måste arkivsystemet finnas på plats redan innan ett dokument skapas. Detta innebär att processen med digital arkivering träder i kraft på ett tidigare stadium än för pappershandlingar. Den digitala arkiveringsprocessen innefattar bland annat en informationsutvärdering (på engelska kallat appraisal) där beslut om bevarande och gallring tas. Digital arkivering innefattar även identifikation, beskrivning, taggning, förvaring, bevarande och återsökning av digitala handlingar. Det är optimalt att dokumenthanteringssystemen bevaras i sin helhet för att den logiska och fysiska integriteten som dokumenten skapats i bevaras för framtiden. (Fotnot: http://www.caara.org.au/wp-content/uploads/2010/03/DigitalArchiving21C.pdf )
Den snabba utvecklingen inom it-området medför problem med kompatibiliteten vid läsning av dokument eller filer skapade av äldre program, varför metoder att migrera data till läsbart format är tvunget. Ett alternativ är användning av format som anses vara bestående, såsom ren ASCII-kod eller råfiler i formatet TIFF för bilder. Digitala dokument har kort livstid och det existerar idag inget säkert elektroniskt system för långtidsarkivering. Området är under utveckling. 

## ABM
Begreppet arkiv (samling av dokument) särskiljs i första hand från museer  (samling av föremål som ställs ut) och bibliotek (samling av tryckta böcker som lånas ut). Gränsdragningen har inte alltid varit klar mellan arkiv, bibliotek och museer. Inom forskning samarbetar dessa institutioner ofta under det gemensamma namnet ABM. Även arkivvetenskap, biblioteks- och informationsvetenskap och museologi, exempelvis i namnet på Institutionen för ABM vid Uppsala universitet. Ibland används GLAM som kommer från engelska för galleries, libraries, archives, museums.